# The Fashion
The Fashion – zespół muzyczny z Kopenhagi.

## Dyskografia
Albumy
- Rock Rock Kiss Kiss Combo (15 września 2003)
- The Fashion (19 lutego 2007 Dania, 8 stycznia 2008 Europa, 13 maja 2008 Ameryka Północna)

Single i teledyski
- Solo Impala (Take The Money and Run) (2008)
- Like Knives (2008)